# Janvier 1755
Cette page présente les faits marquants du mois de janvier 1755.

## Événements
- 24 janvier (11 janvier du calendrier julien) : oukase de fondation de l’université de Moscou, créée à l'instigation de Mikhaïl Lomonossov et Ivan Chouvalov (droit, philosophie et médecine)[1].
- 25 janvier : révolte des Grenzers (colons serbes des confins militaires) de Križevci. Huit officiers qui s'efforçaient de rétablir l'ordre sont massacrés[2]. Agitation paysanne contre les seigneurs en Slavonie.